# Coluber mentovarius
Espèce
Synonymes
- Coryphodon mentovarius Duméril, Bibron & Duméril, 1854
- Masticophis mentovarius (Duméril, Bibron & Duméril, 1854)
- Masticophis mentovarius mentovarius (Duméril, Bibron & Duméril, 1854)
- Bascanion suboculare Cope, 1867
- Spilotes corais var. suborbitalis Peters, 1868
- Masticophis mentovarius suborbitalis (Peters, 1868)
- Bascanion lineatum Bacourt, 1890
- Masticophis mentovarius suborbitalis Smith, 1942
- Masticophis mentovarius centralis (Roze, 1953)

Coluber mentovarius est une espèce de serpents de la famille des Colubridae.

## Taxinomie
Ce taxon est souvent repris sous Masticophis mentovarius par plusieurs sources. Reptile Database le classe dans le genre Coluber.

## Répartition
Cette espèce se rencontre :
- au Belize ;
- dans le sud de la Bolivie
- dans le sud-ouest du Brésil
- en Colombie ;
- au Costa Rica ;
- au Guatemala ;
- au Honduras ;
- au Salvador ;
- au Mexique ;
- au Nicaragua ;
- au Panama ;
- au Venezuela, y compris sur l'île Margarita.

## Liste des sous-espèces
Selon The Reptile Database (13 février 2014) :
- Coluber mentovarius centralis Roze, 1953
- Coluber mentovarius mentovarius (Duméril, Bibron & Duméril, 1854)
- Coluber mentovarius suborbitalis (Peters, 1868)
- Coluber mentovarius striolatus (Mertens, 1934)
- Coluber mentovarius variolosus (Smith, 1942)

## Publications originales
- Duméril, Bibron & Duméril, 1854 : Erpétologie générale ou histoire naturelle complète des reptiles. Tome septième. Première partie, p. 1-780 (texte intégral).
- Mertens, 1934 : Die Insel-Reptilien, ihre Ausbreitung, Variation und Artbildung, p. 1-209.
- Peters, 1869 "1868" : Über neue Säugethiere (Colobus, Rhinolophus, Vesperus) und neue oder weniger bekannte Amphibien (Hemidactylus, Herpetodryas, Spilotes, Elaphis, Lamprophis, Erythrolamprus). Monatsberichte der Königlichen Preussischen Akademie der Wissenschaften zu Berlin, vol. 1868, p. 637-642 (texte intégral).
- Roze, 1953 : The Rassenkreis Coluber (Masticophis) mentovarius (Dumeril, Bibron et Dumeril), 1854. Herpetologica, vol. 9, no 3, p. 113-120 (introduction).
- Smith, 1942 : Notes on Masticophis mentovarius. Copeia, vol. 1942, no 2, p. 85-88 (introduction).